# Casa de Venus de Dougga
La Casa de Venus de Dougga es una casa de un notable romano situada en el yacimiento arqueológico de Dougga en Túnez. Es un edificio vecino al templo de la Victoria de Caracalla, de dimensiones medias con acceso por la calle que la separa del templo de Dar Laccheb. Entre sus salas hay un triclinium (comedor) y un cubiculum (dormitorio), con pavimentos de mosaico con decoraciones de dibujos vegetales. El nombre de la casa deriva de un mosaico donde se muestra a Venus y los Cupidos en un ambiente marino. Esta casa fue construida seguramente en el siglo II y fue reformada diversas veces y aún muestra signos de haber estado habitada durante el siglo V. De la casa quedan restos de muros, piedras sueltas y los pavimentos.